# 進攻性武器
進攻性武器是指为故意对他人造成身体伤害而制造、改装以及设计的武器。如果有人在公共场所上在沒有授權也沒有正當目的的情況下携带這些武器（刺刀和匕首）則觸犯了某些地方（例如香港）的法律。警察有權搜查他人是否攜帶進攻性武器。